# Blue Bird K3

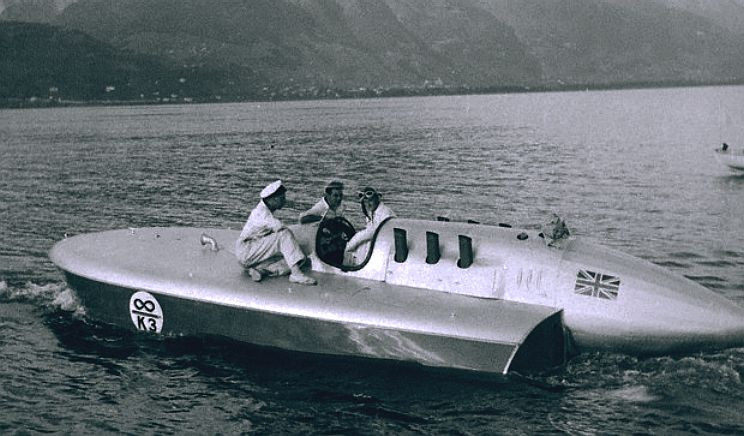
Blue Bird K3 mit Malcolm Campbell auf dem Lago Maggiore 1937

Bluebird K3 war ein sogenanntes „Hydroplane“, ein nach dem Gleiter-Prinzip konstruiertes Rennboot mit einem Rolls-Royce-Flugmotor. Der Brite Malcolm Campbell stellte damit in den Jahren 1937 und 1938 dreimal den absoluten Geschwindigkeitsweltrekord auf dem Wasser auf.

## Ausgangssituation
Nachdem Campbell zwischen 1924 und 1935 mit verschiedenen Blue-Bird-Fahrzeugen insgesamt siebenmal den Land Speed Record aufgestellt hatte, zog er sich vorübergehend von der Rekordjagd zurück. Kurz darauf richtete er seine Aufmerksamkeit aber auf den Wassergeschwindigkeitsrekord, der zu dieser Zeit von dem US-Amerikaner Garfield Wood mit Miss America X (200,94 km/h / 124,86 mph) gehalten wurde.
Seit 1920 lieferte sich Wood mit dem Briten Henry Segrave und nach dessen tödlichem Bootsunfall mit Kaye Don, einem Rennfahrer aus Irland ein wechselvolles Duell um den Rekord. Campbell gab Blue Bird K3 in Auftrag, um in seinem Wettstreit mit dem Amerikaner im Kampf um den Geschwindigkeitsweltrekord auf dem Wasser ein konkurrenzfähiges Boot einsetzen zu können und den Titel für Großbritannien zurückzuerobern.

## Das Boot

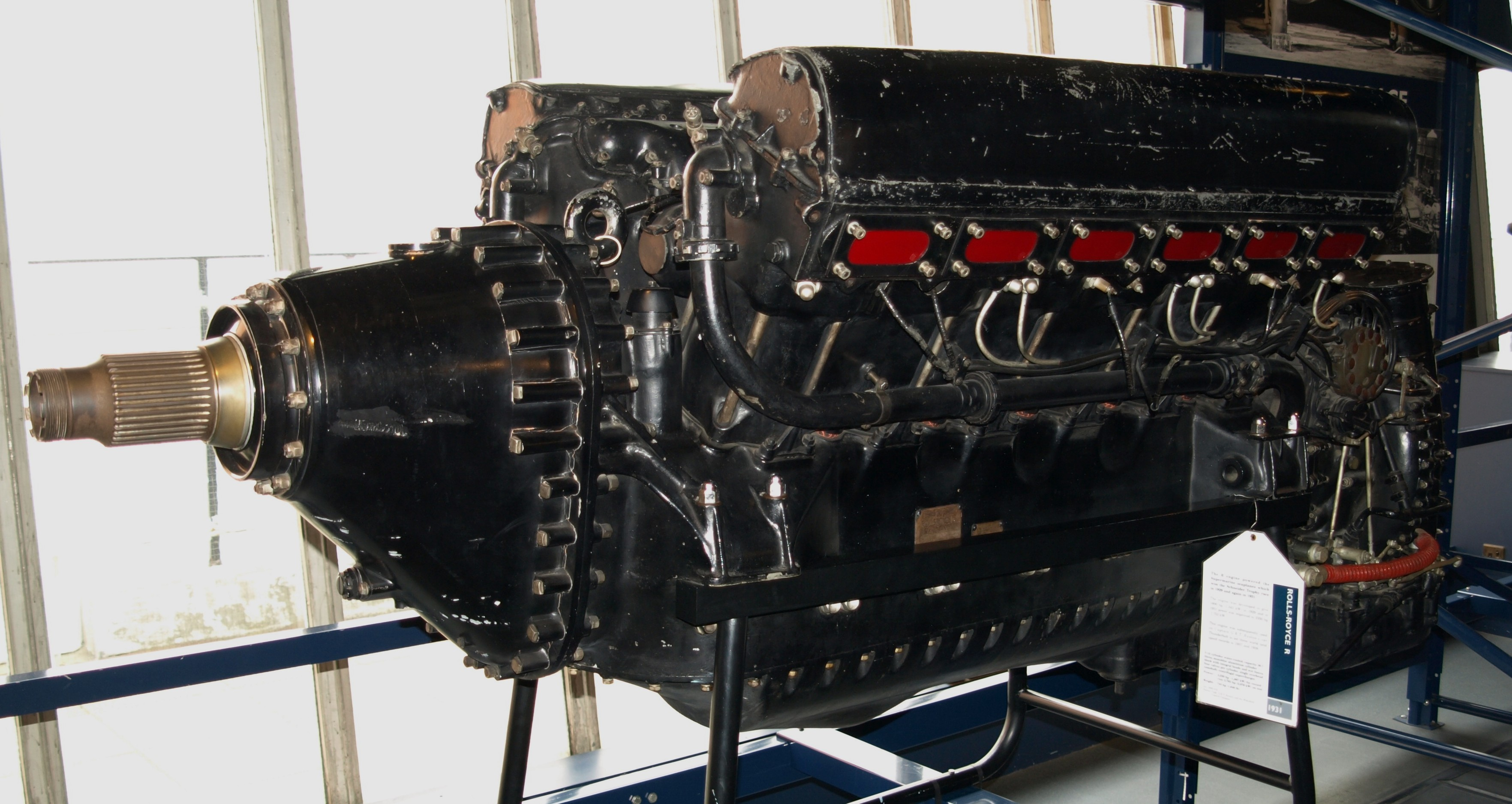
Ein Rolls-Royce R, wie er in K3 eingesetzt war (Science Museum London)

Blue Bird K3 wurde von Fred Cooper entworfen und von Fred Goatley von Saunders-Roe gebaut. Der Grundgedanke war, den kleinstmöglichen Rumpf zu bauen, der der den Rolls-Royce R-Rennmotor tragen kann. Campbell hatte diesen Motor bereits in seinem Campbell-Railton Blue Bird verwendet, und derselbe Typ war auch paarweise in Segraves und Kaye Dons Miss-England-Booten eingesetzt worden. Von den drei in K3 verwendeten einzelnen R-Motoren war einer vorher im Campbell-Railton Blue Bird und einer im Boot Miss England II gelaufen.
Der ausgewählte (kompakteste) Entwurf platzierte den Motor hinter dem Fahrer und stützte sich auf ein vorn montiertes V-Antriebsgetriebe, um die Richtung der Antriebswelle umzukehren und die Wellenumdrehungen im Verhältnis 1 : 3 auf 9000/min zu erhöhen. Dieses Getriebe wurde zusammen mit einem Großteil des mechanischen Konzepts von Reid Railton entworfen, der bereits zwei Rekordfahrzeuge für Campbell entworfen hatte.
Im Gegensatz zu Woods mehrmotorigen Antriebsentwürfen wurde Blue Bird K3 für einen einzelnen Motor und das kleinstmögliche Trägerfahrzeug entwickelt. Das Boot war 7,0 m lang und 2,9 m (9 Fuß 6 Zoll) breit. Verglichen mit den 38 ft (11,5 m) Länge von Miss America X war K3 ein „Leichtgewicht“. Die geschätzte Höchstgeschwindigkeit betrug 130 mph.
Zu dieser Zeit war eine möglichst weit hinten liegender Einbau des Motors in England die gängige Bauweise für Hydroplane-Boote. Der Amerikaner Wood war anderer Ansicht und hatte das seinem englischen „Rivalen“ Segrave auch mitgeteilt. Fred Copper, der Konstrukteur von K3, hatte von Woods Überlegungen entweder keine Kenntnis, oder er ignorierte sie. Sein Entwurf folgte jedenfalls seiner bewährten Linie: ein breiter, niedriger Rumpf mit einem schmalen, abgerundeten zentralen Aufbau. Der Motor wurde direkt zum Heck zurückgesetzt und der Aufbau in einer mit Flugzeugleinwand überzogenen konischen Gondel nach hinten verlängert. Diese Gewichtsverteilung machte das Boot zwar zu einem guten Gleiter, konnte jedoch auch zu unsicheren Fahrzuständen führen, wenn das Boot mit niedriger Geschwindigkeit startete und am Heck zu sinken schien.
Die gesamte Konstruktion basierte stark auf der Verwendung von Furniersperrholz. Da der Gewichtsersparnis besonders große Aufmerksamkeit geschenkt wurde, wurden keine Standardplatten verwendet, sondern für die jeweilige Belastung der Bauteile speziell angefertigte Profile. Die Spanten wurden einteilig aus siebenlagigem Furnier, die Rumpfbeplankung aus fünf Lagen und das Deck aus sechslagigen Platten gefertigt. Sogar die Motorträger bestanden aus einem zentral montierten Sperrholzkasten.
Das Oberdeck (die Decksverkleidung) bestand aus Flugzeugleinwand verstärkt durch „Aircraft dope“, einen plastifizierenden Lack, der auf mit Leinwand bespannten Flugzeugteilen aufgetragen wird. Er strafft und versteift die Stoffe, wodurch sie luftdicht und wetterfest werden und ihre Haltbarkeit und Lebensdauer stark erhöhen.
Um bei einem Unfall eine gewisse Unsinkbarkeit zu gewährleisten, wurden 36.000 Tischtennisbälle in Kissenbezüge eingenäht und im Bootsrumpf verstaut.

## Technische Daten (Übersicht)

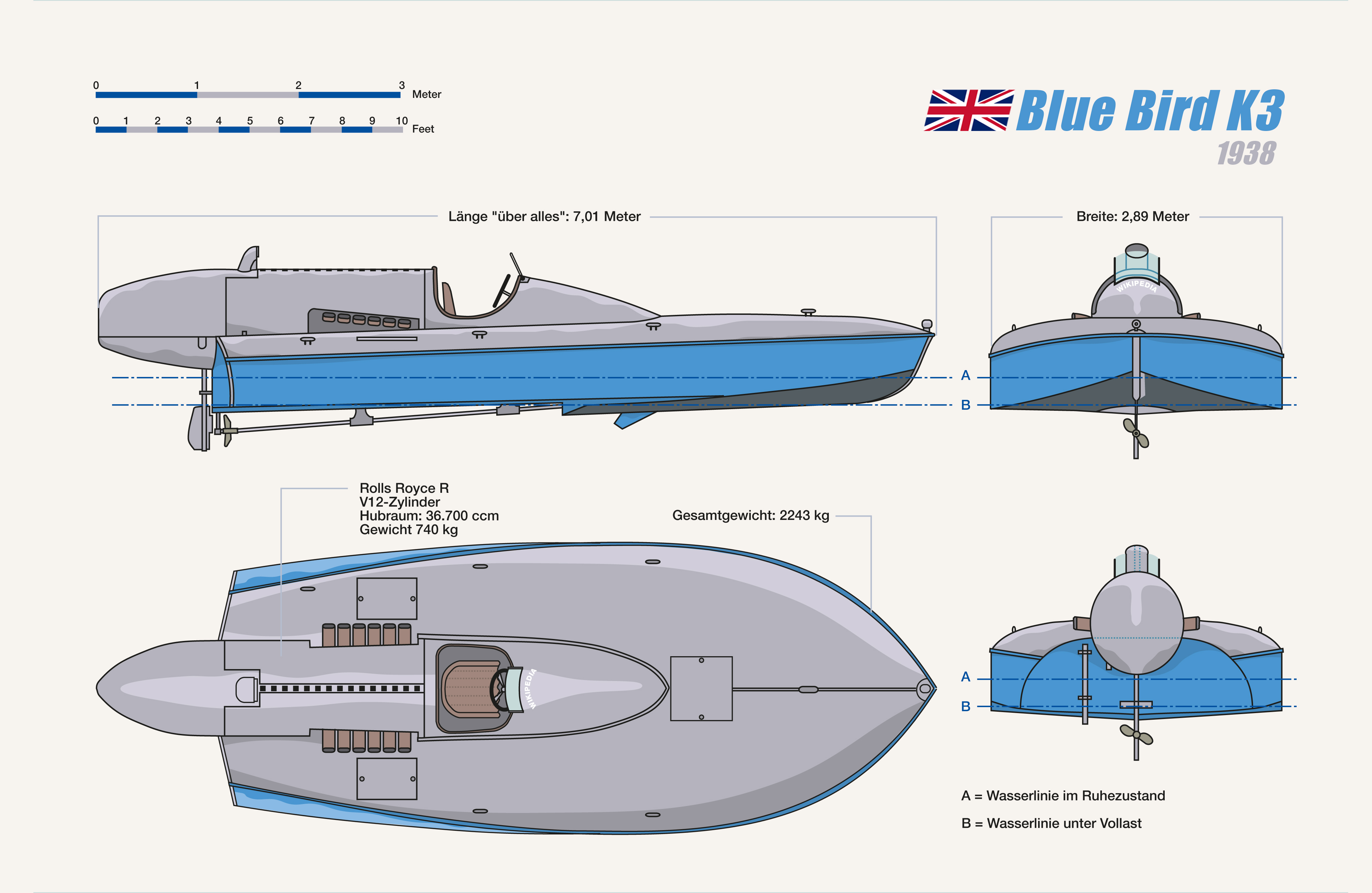
Vierseiten-Ansicht von Blue Bird K3, hier in der späten Version, wie er 1938 eingesetzt wurde

| Blue Bird K3 (1937/1938)          | Blue Bird K3 (1937/1938)                                            |
| --------------------------------- | ------------------------------------------------------------------- |
| Herstellungsland                  | Großbritannien                                                      |
| Designer                          | Fred Cooper M.Inst.N.A.                                             |
| Beratender Ingenieur              | Reid Railton                                                        |
| Hersteller                        | Saunders Roe Ltd. (I.O.W)                                           |
| Maße und technische Informationen |                                                                     |
| Länge „über alles“                | 7,01 m (23′ 0″)                                                     |
| Länge an der Wasserlinie          | 6,78 m (22′ 3″)                                                     |
| Breite                            | 2,89 m (9′ 6″)                                                      |
| Tiefgang                          | 0,53 m (1′ 9″)                                                      |
| Verdrängung (Gewicht)             | 2243 kg (4,945 lbs.)                                                |
| Propeller Durchmesser             | 30,5 cm (12″) und 35,6 cm (14″)                                     |
| Propeller-Neigung                 | 50,8 cm (20″) zu 68,6 cm (27″)                                      |
| Propellergeschwindigkeit          | 9500/min                                                            |
| Übersetzungsverhältnis            | 3 : 1 (drehzahlabhängig)                                            |
| Motor                             |                                                                     |
| Fabrikat                          | Rolls-Royce R Type                                                  |
| Zylinder und Bauweise             | 12 stehend, V 60°                                                   |
| Bohrung                           | 152,4 mm                                                            |
| Hub                               | 167,6 mm                                                            |
| Hubraum                           | 36.700 cm³ (36,7 l)                                                 |
| Gewicht                           | 740 kg                                                              |
| Anlasser                          | Druckluft                                                           |
| Konstruktion                      |                                                                     |
| Hauptstruktur                     | Two Rock Elm and Alloy runners (Alloy=Legierung)                    |
| Spanten                           | siebenlagiges Flugzeug-Furniersperrholz (aus einem Stück gefertigt) |
| Boden                             | fünflagiges Furniersperrholz                                        |
| Deck                              | sechslagiges Furniersperrholz                                       |
| Oberdeck (Verkleidung)            | Flugzeugleinwand und „Aircraft dope“                                |
| Fittings und Beschläge            | Duraluminium (Metalllegierung)                                      |

Quelle:

## Name

Die Lloyds-Registrierung als „Unlimited Hydroplane“

### „Blue Bird“
Wie schon bei seinen vorherigen Rekordfahrzeugen auf dem Land wählte Campbell auch auf dem Wasser den Namen Blue Bird. Diese Bezeichnung beruht auf einem gleichnamigen Theaterstück von Maurice Maeterlinck, das Campbell in den 1920er Jahren gesehen hatte.

### „K3“
Die Bezeichnung K3 wurde aus der Ratingregistrierung von Lloyd’s abgeleitet. Sie war in einem auffälligen weißen Kreis unter dem Unendlichzeichen auf dem vorderen Rumpf aufgemalt. Blue Bird K3 war das dritte Boot, das bei Lloyds in der Unlimited-Serie registriert wurde.

## Die Rekorde
Für seinen Angriff auf den Rekord von Garfield Woods (200,94 km/h / 124,86 mph) suchte Campbell nach optimalen Bedingungen. Sein Mechaniker Leo Villa war italienischer Abstammung und erinnerte sich daran, dass die Seen in Norditalien ruhige Oberflächen hatten, da die sie umgebenden hohen Berge verhinderten, dass Winde auf die Oberfläche trafen. Villa wurde daher auf eine Erkundungstour am Lago Maggiore geschickt, der sich für den Rekordversuch als ideal erwies.
Campbells Team errichtete daraufhin seine Basis auf der Schweizer Seite des Sees, wo die Bevölkerung von dem Projekt begeistert war und den Briten Hilfe anbot.
Der Motor, ein R37, hatte erneut Probleme durch Überhitzung, sodass er zur Reparatur an Rolls-Royce zurückgeschickt wurde. Villa baute den Ersatzmotor, einen R39, ein und übernahm eine modifizierte Wasserkühlung, die diese Probleme lösen sollte.
Am 1. September 1937 stellte Campbell am Lago Maggiore einen neuen Geschwindigkeitsrekord auf. Am nächsten Tag startete Campbell einen weiteren Versuch und verbesserte seinen Rekord auf 129,5 mph. Bis die maximale Entwurfsgeschwindigkeit von 130 mph erreicht wurde, dauerte es ein weiteres Jahr. Campbell unternahm diesen neuen Anlauf, da er der Meinung war, dass zwischen seinem und Woods vorherigem Rekord zu wenig Abstand lag. Am 17. August 1938 brach Campbell am Schweizer Hallwilersee seinen bisherigen Rekord mit durchschnittlich 210,59 km/h und erreichte damit die prognostizierten 130 mph. Danach waren Campbell und sein Team der Überzeugung, dass K3 nicht schneller fahren konnte und sie an die Leistungsgrenzen gestoßen waren. Das Boot wurde ausgemustert
| Jahr | Datum         | Ort           | Land    | Typ  | Name         | Geschwindigkeit über 1 km | Geschwindigkeit über 1 km | Geschwindigkeit über 1 mi | Geschwindigkeit über 1 mi |
| ---- | ------------- | ------------- | ------- | ---- | ------------ | ------------------------- | ------------------------- | ------------------------- | ------------------------- |
| 1937 | 1. September  | Lago Maggiore | Italien | Boot | Blue Bird K3 | 126,32 mph                | 203,29 km/h               | —                         | —                         |
| 1937 | 2. September  | Lago Maggiore | Italien | Boot | Blue Bird K3 | 129,50 mph                | 208,41 km/h               | —                         | —                         |
| 1938 | 17. September | Hallwilersee  | Schweiz | Boot | Blue Bird K3 | 130,91 mph                | 210,66 km/h               | —                         | —                         |

## Die weitere Entwicklung
Trotz des Rekords war Campbell mit dem geringen Vorsprung von nur 6 mph gegenüber Woods Rekord unzufrieden. Blue Bird K3 war wie Miss England ein einstufiges Hydroplane. Dieses Gleiter-Prinzip hielt bei hoher Geschwindigkeit mehr als die Hälfte des Rumpfes über der Wasseroberfläche und reduzierte dadurch den Widerstand. Eine neue Idee aus den USA war das Dreipunkt-Hydroplane, bei dem die Vorderseite des Rumpfes mit zwei „Tatzen oder Kufen“ ausgestattet war, sodass der Rumpf bei hoher Geschwindigkeit nur mit diesen beiden Punkten und dem Propeller am Heck das Wasser berührte. Das verringert die Kontaktfläche mit dem Wasser auf ein Minimum und damit die Reibung. Blue Bird K3 ließ sich nicht auf diese Lösung umstellen; deshalb begann Campbell mit der Arbeit an einem völlig neuen Boot, dem Blue Bird K4.

## Restaurierung
Blue Bird K3 wurde im Filching Manor in East Sussex restauriert und ist wieder voll funktionsfähig. Das Boot wurde vollständig zerlegt und unter Verwendung von Neuteilen nach den ursprünglichen Plänen neu aufgebaut. Lediglich der Motor ist ein Rolls-Royce Meteor (eine nicht aufgeladene Version des Merlin, die für den Einsatz in Panzern entwickelt wurde) und nicht der größere, aufgeladene Rolls-Royce R, der ursprünglich verwendet wurde.
Es wurden Testfahrten durchgeführt, bei denen „eher moderate“ Geschwindigkeit von 83,6 km/h erzielt wurden.